# Friedrich von Vogel (General, 1828)
Friedrich Franz Karl Otto von Vogel (* 19. Oktober 1828 in Karlsruhe; † 28. November 1889 ebenda) war ein preußischer Generalleutnant.

## Leben

### Herkunft
Friedrich war der Sohn des badischen Hofkammerrats und Regierungsdirektors Georg von Vogel (1796–1855) und dessen Ehefrau Friederike, geborene Freiin Schilling von Cannstatt (1804–1873).

### Militärkarriere
Nach dem Besuch der Gymnasien in Freiburg im Breisgau, Konstanz und Karlsruhe trat Vogel am 1. April 1846 als Freiwilliger in die Artilleriebrigade der Badischen Armee ein. Er avancierte bis Mitte April 1848 zum Leutnant und nahm 1848/49 im Infanterie-Regiment von Freyhold während des Krieges gegen Dänemark am Gefecht bei Ulderup teil. Bedingt durch die Badische Revolution und die Neuorganisation der Armee wurde Vogel Anfang März 1850 zunächst in das 1. Infanterie-Bataillon versetzt. Daran schlossen sich Verwendungen im 8. sowie im 4. Infanterie-Bataillon an, aus dem sich Ende Oktober 1852 das 2. Linien-Infanterie-Regiment formierte. Ab November 1852 war er als Bataillonsadjutant tätig, stieg Anfang April 1855 zum Oberleutnant auf und wurde am 21. Mai 1856 zum Regimentsadjutanten ernannt. Am 8. Juli 1859 erfolgte seine Versetzung in das Jäger-Bataillon und am 10. Januar 1860 wurde Vogel auf ein Jahr zur Dienstleistung als Ordonnanzoffizier bei Großherzog Friedrich I. kommandiert. Mit der Verleihung des Charakters als Hauptmann wurde er am 16. Februar 1861 zum Adjutanten des Kommando der Infanterie ernannt und in dieser Stellung Ende Mai 1862 etatmäßiger Hauptmann. Während des Krieges gegen Preußen nahm Vogel 1866 im Jäger-Bataillon an den Gefechten bei Hundheim, Werbach und Gerchsheim teil.
Nach dem Krieg war Vogel kurzzeitig im Leib-Grenadier-Regiment tätig und kehrte Ende Mai 1867 mit der Ernennung zum Kompaniechef in das 2. Infanterie-Regiment „König von Preußen“ zurück. Am 17. März 1868 wurde Vogel zum Flügeladjutant von Großherzog Friedrich I. ernannt. Unter Belassung in dieser Stellung avancierte er Ende November 1868 zum Major und Adjutanten der Infanterie. Während des Krieges gegen Frankreich nahm Vogel 1870 an den Belagerungen von Straßburg und Paris teil. Anfang Januar 1871 wurde er als Bataillonsführer zum Leib-Grenadier-Regiment kommandiert und kämpfte Mitte des Monats in der Schlacht bei Belfort. Ausgezeichnet mit dem Eisernen Kreuz II. Klasse sowie dem Ritterkreuz I. Klasse des Ordens vom Zähringer Löwen mit Eichenlaub und Schwertern wurde Vogel nach dem Vorfrieden von Versailles am 18. April 1871 zum Kommandeur des I. Bataillons ernannt.
In dieser Eigenschaft erfolgte durch die Militärkonvention zwischen Baden und Preußen am 15. Juli 1871 mit Patent vom 19. Juni 1869 seine Übernahme in den Verband der Preußischen Armee. Vogel stieg Mitte September 1874 zum Oberstleutnant auf, wurde am 22. September 1877 als Kommandeur des 4. Westfälischen Infanterie-Regiments Nr. 17 nach Mülhausen versetzt und Mitte Oktober 1877 zum Oberst befördert. Unter Stellung à la suite des Regiments ernannte man ihn am 17. Oktober 1878 zum Kommandanten von Karlsruhe. Unter Belassung in dieser Stellung wurde Vogel am 17. Dezember 1878 à la suite des 1. Badischen Leib-Grenadier-Regiments Nr. 109 gestellt. Anfang August 1883 wurde Vogel Generalmajor und erhielt 1885 das Kommandeurkreuz I. Klasse des Ordens vom Zähringer Löwen sowie anlässlich des Ordensfestes im Januar 1886 den Roten Adlerorden II. Klasse mit Eichenlaub. Aus gesundheitlichen Gründen reichte er seinen Abschied ein, der ihm am 14. April 1887 unter Verleihung des Charakter als Generalleutnant mit Pension bewilligt wurde. Er starb am 28. November 1889 in Karlsruhe und wurde dort beigesetzt.

### Familie
Vogel heiratete am 24. Juli 1862 in Mannheim Anna Freiin von Stengel (1837–1913). Das Paar hatte mehrere Kinder:
- Helene (* 1863)
- Leopold (* 1865)
- Gustav (1872–1914), preußischer Major im 2. Thüringisches Infanterie-Regiment Nr. 32, gefallen bei Rogalswalde in Ostpreußen